# Kodeniec (gromada)
Kodeniec – dawna gromada, czyli najmniejsza jednostka podziału terytorialnego Polskiej Rzeczypospolitej Ludowej w latach 1954–1972.
Gromady, z gromadzkimi radami narodowymi (GRN) jako organami władzy najniższego stopnia na wsi, funkcjonowały od reformy reorganizującej administrację wiejską przeprowadzonej jesienią 1954 do momentu ich zniesienia z dniem 1 stycznia 1973, tym samym wypierając organizację gminną w latach 1954–1972.
Gromadę Kodeniec z siedzibą GRN w Kodeńcu utworzono – jako jedną z 8759 gromad na obszarze Polski – w powiecie włodawskim w woj. lubelskim na mocy uchwały nr 17 WRN w Lublinie z dnia 5 października 1954. W skład jednostki weszły obszary dotychczasowych gromad Kodeniec, Lubiczyn, Pachole, Wyhalew, Krzywowierzba kol., Nietiahy i Hanów ze zniesionej gminy Krzywowierzba w tymże powiecie.
13 listopada 1954 gromada weszła w skład nowo utworzonego powiatu parczewskiego w tymże województwie, gdzie ustalono dla niej 14 członków gromadzkiej rady narodowej.
31 grudnia 1961 do gromady Kodeniec włączono wieś Krzywowierzba, kolonię Łaskarzyzna oraz osadę Sytyta z gromady Horostyta w powiecie włodawskim w tymże województwie.
Gromada przetrwała do końca 1972 roku, czyli do kolejnej reformy gminnej.